# Brodawnica brodawkowana
Brodawnica brodawkowana, brodawnica (Bryodemella tuberculatum) – owad z rodziny szarańczowatych (Acrididae), występujący w północnej Eurazji.
Opis gatunku
Duży owad, gatunek reliktowy, w czasie lotu wydaje głośne dźwięki.
Biotop
Żyje na terenach otwartych, na północy preferuje miejsca piaszczyste, na południu zasiedla doliny rzek w górach.
Rozmnażanie
Jaja brodawnicy przetrzymują zimę w ootekach, larwy wylęgają się na wiosnę. W lipcu przekształcają się w dorosłe osobniki.
Ochrona
Gatunek ginący, w Polsce wymarły. Ostatnie osobniki zauważono w latach 50. XX wieku. Przyczyny wymierania nie są znane, choć za główne powody uważa się turystykę i regulację rzek. Gatunek występuje w Polskiej Czerwonej Księdze Zwierząt w kategorii EX (gatunki wymarłe), ale nie jest prawnie chroniony.